# مجلة كشاف الصحراء (فلسطين)
مجلة كشاف الصحراء، هي، مجلة فلسطينية، شبابية رياضية أخلاقية واجتماعية، صدر العدد الأول منها بتاريخ 9 نيسان عام 1931 في مدينة حيفا (بشكل غير منتظم). لصاحبيها كل من الأستاذ عاطف نور الله والأستاذ مطلق عبد الخالق. هي المجلة الفلسطينية الأولى التي اهتمت بالحركة الكشفية بشكل عام والحركة الكشفية العربية بشكل خاص وسلطت الضوء على شؤونها. لا يُعرف الكثير حول الأستاذ عاطف نور الله، أما الأستاذ مطلق عبد الخالق فوصلت شهرته سورية آن ذاك. استطاع، في سنين قليلة، أن يثري الحياة الثقافية في فلسطين وأن يحدث تغييرًا ملحوظًا، إذ كان أول من افتتح حقل الكتابة المسرحية. فقد احتفت به الأوساط الثقافية في فلسطين وسوريا وعلى المسارح تم عرض أول رواية شعرية لمؤلف عربي فلسطيني.